# HMS Najad (Nad)
För andra betydelser, se Najad (olika betydelser).
HMS Najad (Nad) är ubåt nummer tre i Näcken-klassen, även kallad A14-klass. Hon är byggd vid Kockums Varv i Malmö och levererades 1981. HMS Najad utrangerades 1998.